# Stylidium stenophyllum
Stylidium stenophyllum är en tvåhjärtbladig växtart som beskrevs av Anthony R. Bean. Stylidium stenophyllum ingår i släktet Stylidium och familjen Stylidiaceae. Inga underarter finns listade i Catalogue of Life.